# غالب هلسا
غالب هلسة (18 ديسمبر 1932 في ماعين - 18 ديسمبر 1989 في دمشق)، أديب وروائي ومترجم وصحفي وسياسي شيوعي أردني، له عدة روايت منشورة أهمها «سلطانة»، و«الضحك»، و«السؤال|». نشط في الحزب الشيوعي وكان عضوا في عدة أحزاب شيوعية عربية حسب أماكن تواجده بعد مغادرته الأردن في مطلع الخمسينيات. استقر لمدة طويلة في مصر حيث كتب أهم أعماله الروائية التي وظف فيها تقنيات الحداثة وما بعد الحداثة. انضم إلى المقاومة الفلسطينية في بيروت وغادرها مع المقاتلين عام 1982. أمضى أعوامه الأخير في دمشق. بعد وفاته أعيد جثمانه ليدفن في الأردن وطبعت أعماله هناك، ويعده البعض رائد الرواية الأردنية.

## حياته

### النشأة
ولد في بلدة ماعين قرب مادبا في الأردن. ولا يعرف التاريخ الدقيق لهجرة والده الكركيّ سلامة الهَلسا من الكرك إلى بلدة ماعين في مادبا، نهايات القرن التاسع عشر أو بدايات القرن العشرين. وقد درس غالب في مدرسة ماعين الابتدائيّة بالقرية، وتجاوز أربع سنوات دراسية بسنتين لنبوغه. ذهب غالب من القرية إلى مادبا، ليقيم عند شقيقه المحامي حنّا هلسا، بعمر التاسعة للدراسة في مدرسة مادبا لمدة سنة. كتب صالح الحمارنة في كتابه عن غالب هلسا أن هلسا كان الأصغر سناً في الصف أثناء دراسته في مدرسة الاتحاد الإنجيلية الأميركية في مدينة مادبا، وأنه كان «متوقد الذهن، سريع البديهة، لكنه يقضي وقتا في المناكفة والمشاكسة اللفظية، والجدل حول كل شيء، فإذا خلا بنفسه فمع الكتاب».
شارك في مسابقة للقصة القصيرة في الأردن وفلسطين عندما كان في الرابعة عشرة من عمره، وفاز بالجائزة الأولى. وفي الثانية عشرة التحق بالحزب الشيوعي الأردني عام 1951. وكتب هلسا مقالين في مجلّة المدرسة وعمره 16 عامًا: حوارية قصصية (العدد 9 لعام 1948) وهي حوارية فكرية قصصية مع صديق، ومقالة فكرية في حزيران 1949 عن «الاشتراكيّة الدوليّة الثانية».

### في لبنان
أنهى تعليمه الثانوي في مدرسة المطران بعمان سنة 1950، واطلع على الأدب العالمي بمكتبة المدرسة، وأتقن اللغة الإنجليزية. ويتحدث صالح الحمارنة عن تعرف غالب عند انتقاله إلى مدرسة المطران، على نظرية داروين وتأثره بالجو الليبرالي السائد في المدرسة، كما تحدث عن بروز «قابليته في المجادلة والنقاش العلمي العميق».
انتقل هلسا بعد ذلك لإكمال دراسته في الجامعة الأميركية في بيروت، ولكن الظروف لم تتح له إكمال دراسته هناك، إذ اعتقله الأمن في بيروت على إثر نشاطه مع الحزب الشيوعي؛ وبالتحديد تعليق منشورات على الجدران ضد زيارة المندوب الأمريكي إلى لبنان روبسون. وأُخذَ عليه تعهد بعدم مغادرة بيروت إلّا بإذن السلطات، لكنه غادرها إلى طرابلس واعتقله الأمن هناك مرة أخرى بسبب مشاركته في مظاهرة في ذكرى رحيل أحد رموز الشيوعيّة، وذهب شقيقه الأكبر عدنان إلى لبنان وأخرجه من السجن وأرجعه معه إلى الأردنّ عام 1951. عمل غالب مدرسًّا بعد عودته من لبنان، والتحق بالحزب الشيوعي الأردني عام 1951 واستأنف أنشطته السياسية، واعتقل في عمّان 1951 لمدة عام ثم أفرج عنه لصغر سنه.

### الانتقال إلى مصر
انتقل غالب بعد ذلك إلى بغداد لدراسة الحقوق وانخرط في صفوف الحزب الشيوعي العراقي سنة 1953، إلاّ أنه اضطر إلى مغادرة العراق إلى مصر في أعقاب هبة تشرين الثاني 1952، واستقر به المطاف هناك لمدة 25 عاماً متواصلة. وكانت إقامته في القاهرة هي الأطول، والأكثر تأثيراً في تجربته الإبداعية وتكوينه الثقافي، وكذلك في الموضوعات التي شكَّلت محور اهتماماته الأدبية والفلسفية والسياسية. كما تلقى تدريبًا عسكريًّا بهدف المشاركة في مقاومة العدوان الثلاثي على مصر، وتوجه إلى الإسماعيليّة للمشاركة في القتال. تخرج غالب بعد ذلك من الجامعة الأمريكية في القاهرة ثم عمل في وكالة أنباء شينخوا، ثم وكالة ألمانيا الديمقراطية لمدة 16 سنة، كمترجم.
اعتقل غالب في الخامس من تشرين الأوّل/أكتوبر 1966 مع عدد من الأدباء والمفكرين بدون توجيه تهمة، وظلّ في السجن ستة أشهر لاشتراكه في أنشطة المنظمات اليساريّة المصرية. وفي عام 1968 تضاعف نشاط غالب الثقافي وتضمن عدة مشاريع ثقافية مع المجموعة الشبابيّة التي كان جزءا منها، ومن بين تلك المشاريع سلسلة الأدب الحديث (وهي مجاميع قصصية كانت تصدر عن دار الثقافة الجديدة)، وكان غالب مسؤولًا عنها. توقف المشروع بعد فترة، ثم اتجهت هذه المجموعة الشبابية إلى إصدار مجلّة جاليري 68. كتب غالب في القاهرة مجموعته القصصية الأولى «وديع والقديسة ميلادة وآخرون» غير أنه لم ينشرها سوى عام 1968.

### العراق ثم لبنان ثم سوريا
أُبعد غالب من مصر إثر ترؤسه ندوة عن «المخطط الأميركي في المنطقة العربية» عام 1977، فعاد إلى العراق وخلال إقامته القصيرة هناك نُشرت له عدة ترجمات، منها: «فوكنر» من تأليف مايكل ميجيت، و«برنارد شو» من تأليف أ.م. جبس، ورواية «الحروب الصليبية» لعاموس عوز متضَمّنة في دراسة بعنوان «نقد الأدب الصهيوني». تعرض بعد ذلك لعدة مضايقات أمنية اضطرته للسفر إلى بيروت.
وفي بيروت انخرط هلسا في صفوف الثورة الفلسطينية، وكان من أبرز المثقفين العرب الذين جندوا أرواحهم وأقلامهم للدفاع عن الثورة خلال حصار بيروت عام 1982. ظل في خنادق القتال المتقدمة، يلتقي بالمقاتلين ويحاورهم، ويجري اللقاءات الإذاعية لتبثها إذاعة الثورة من بيروت. وكتب غالب هلسا أثناء إقامته ببيروت جزءًا من رواية «سلطانة»، وقد قال عن ذلك في حوار صحفي: «ابتدأت بكتابة أجزاء من هذه الرواية قبل حصار بيروت، وبعد الخروج من بيروت، واستقراري في دمشق، كنت قد انتهيت منها كما أنني اعتمدت على الذاكرة في تدوين أحداث الرواية (..) الشخصيات التي أتحدث عنها ليست حقيقية ولكنها واقعية». واصل غالب نشاطه الأدبي، وشارك في بعض الندوات الفكريّة وتقلد بعض المناصب، فشارك في أنشطة اتحاد الكتاب الفلسطينيين في لبنان، وعمل مستشارًا لمجلة «المصير الديمقراطي» (والتي أسهم في تأسيسها وعمل مستشارا لتحريرها)، وقدّم برنامجًا في إذاعة الثورة، وعمل مراسلًا لجريدتي «المعركة» و«العودة». اضطر هلسا إلى مغادرة لبنان إثر الاجتياح الإسرائيلي للبنان (1982) مع المقاتلين الفلسطينيين على ظهر باخرة إلى اليمن، لينتهي به المطاف بعد ترحال في دمشق والتي بقي يها حتى وفاته.

### عمله السياسي
نشِط غالب سياسيًا بسن مبكرة؛ أعتقل عام 1951 في سجن الجفر، كما أُعتقل وأُبعد من بلدان عدة خلال مسيرته النضالية. انضم إلى الحزب الشيوعي الأردني بداية؛ ثم عضوية 3 أحزاب شيوعية عربية بالإضافة إلى فتح الانتفاضة.

## مسيرته الأدبية وآراؤه
لم يكن غالب هلسا روائياً أو كاتب قصص قصيرة فقط، بل انشغل بالسياسة والثقافة والفكر، وكان يسعى إلى تحديث المجتمعات العربية، لا إلى تحديث الثقافة، أو تطوير الأشكال الإبداعية فقط. وانطلاقاً من رؤيته تلك أنتج غالب عدة أعمال في الرواية، والقصة القصيرة، والنقد الأدبي، والفلسفة والفكر، والترجمة، ومقالات متعددة في السجال السياسي، وسعى في أعماله إلى فهم الإنسان العربي، والمجتمعات العربية.
ويلاحظ أن عالم هلسا الروائي ينتسب إلى مصر أكثر مما ينتسب إلى وطنه الأردن «لأسباب تتصل بشخصياته الروائية والجغرافيا التخيلية التي تتحرك في فضائها تلك الشخصيات». ففي معظم أعماله الروائية تتحرك شخصياته ضمن الفضاء السياسي والاجتماعي المصري لقاهرة الستينيات والسبعينيات من القرن العشرين. وينطبق ذلك على الغالبية العظمى من أعماله، فلا يشذ عن ذلك منها إلا مجموعتاه القصصيتان «وديع والقديسة ميلادة وآخرون» (1968) و«زنوج وبدو وفلاحون» (1976) و«سلطانة» (1987)، بينما يكتب عن القاهرة في بقية أعماله الروائية و«يبني من أحيائها الشعبية، وشخوصها المهمشين في معظم الأحيان، ومن نقاشات اليسار المصري وانشقاقاته، عالمه السردي، مازجاً ذلك كله بتذكرات شخصية «غالب»، أو «خالد»، الذي عادة ما يأخذ دور الراوي في الروايات وتتصفى من خلاله الرؤى التي تحملها الشخصيات». ووفقا لفخري صالح، فقد تجلى «الحنين الجارف إلى مسقط الرأس» في بعض أعمال هلسا الروائية على هيئة ذكر عابر أحياناً أو من خلال إفراد رواية كاملة (ويقصد صالح رواية «سلطانة») يستعيد فيها ذكريات الطفولة البعيدة، ويرى صالح أن ذلك يجعل «سلطانة» «قريبة من روايات التكوين والتعلم، ويجعلنا نعيد النظر إلى أعماله الروائية الأولى على ضوء هذه الرواية المميزة لغة وشخصيات وطرائق حكي، واصلين عالم «سلطانة» بتلك التذكرات الجانبية التي نعثر عليها في قصصه ورواياته الأخرى». ويرى خليل صويلح أن ما وصفه بحياة وانطفاء غالب هلسا، هي «تراجيديا كاملة، سوف تتسرّب على دفعات، تبعاً لفداحة الخسارة واحتضار المشهد واندحار الحلم، فهذا الروائي المطارد من عاصمة عربية إلى أخرى، دوّن وقائع حياته بلغة عارية لا تنقصها الاعترافات، كأن لا مسافة فاصلة بين الراوي والروائي في توصيف وتفسير وتفكيك أسباب اغترابه وإخفاقاته وأحلامه الموءودة». واعتبر صويلح أن الكتابة بالنسبة لهلسا هي كمكان للإقامة وكتعويض عن فقدان المكان الأصلي بما يشبه التوثيق السيروي. ويرى أنه من المرجح أن يكون تواري عمّان (التي غادرها هلسا باكراً) لمصلحة القاهرة أو بغداد في كتاباته يرجع لهذا السبب، عدا ما يخصّ فترة الطفولة والحنين إلى شاعرية الريف.
وقد نشرت رواية «سلطانة» لأول مرة عام 1987، وجاءت في المرتبة الأربعين ضمن قائمة أفضل 100 رواية عربية الصادرة عن اتحاد الكتاب العرب، ونشرت القائمة في العدد 426 من جريدة أخبار الأدب الصادر بيوم الأحد الموافق 9 سبتمبر 2001. ويصف البعض الرواية بأنها تعد تأريخا لنشأة الأردن كـ«كيان»، وتناقش تاريخ ونشأة الحركة الشيوعية الأردنية، ونشأة عمان ومثقفيها وسياسييها.
وفقا لصالح الحمارنة، فقد أشاد غالب هلسا، والذي ينحدر لعائلة مسيحية، بعظمة الفلسفة الإسلامية و«دورها الجليل»، ولخص ذلك بقوله «اكتشفت في الفلسفة الإسلامية أنها أكثر الفلسفات تعبيراً عن صراع سياسي واجتماعي». وعلى الرغم من كونه شيوعيا، إلا أن غالب كان ينتقد الأحزاب الشيوعية العربية، لأنها لم تقدّم برنامجاً متكاملاً بديلاً وفقا لرأيه. ولم يكن هلسا مولعا بقضايا الهوية والقومية العربية ولم ينشغل بالوحدة العربية، بل انشغل أكثر بالحياة اليومية التي يعيشها الناس، واعتبر نفسه ماركسيا لكنه لم يكتب عن الماركسية أو الشيوعية، كما انتقد «الانتقائيين والانتهازيين والمتكسبين»، حسب تعبير فيصل درّاج. كما يرى دراج أن هلسا «كان مع القضية الفلسطينية دون أن يرتاح للقيادة الفلسطينية، وأنه كان مع فلسطين دون أن يعترف بالأدب التبشيري الناطق باسمها، وفي نقده لأدب المقاومة والواقعية الاشتراكية كان يؤكد أن الثقافة ليست مهنة وإنما نمط حياة يسعى للحقيقة عنوانها حياة المثقف اليومية».
يرى فيصل دراج أن غالب تناول في آخر رواياته والتي جاءت بعنوان «الروائيون» سنة 1989 «أحلاماً أصابها العطب قبل أن تعصف بها الريح». تدور أحداث الرواية في «قاهرة» ما قبل حرب يونيو 1967 وبعدها. يصف دراج أسلوب غالب في «الروائيون» بأنه «يضع موتاً صريحاً وخطاباً أيديولوجياً، له شكل الحكاية. سرد مآل نخبة «ثورية» مصرية، لم تعرف الفرق بين الشعارات البسيطة وإمكانيات العدالة المعقّدة». ويرى أن قتامة الفضاء الروائي تلك تعبّر عن «غروب فترة بدت مشرقة، وتعبّر، أكثر، عن عالم الروائي الذهني في مدينة دمشق، التي لا يعرفها، وتختلف عن مدينة عشقها طيلة حياته هي: القاهرة». وقد كان هلسا يتحدث باللهجة المصرية حتى بعد ترحيله من مصر، مازجاً تلك اللهجة من حين لآخر بلهجات العواصم التي سكنها.

## أعماله الأدبية

### الروايات
- الخماسين، ط1، دار الثقافة الجديدة، القاهرة، 1975. ط2، دار ابن رشد، بيروت، 1978.[3][21]
- الضحك، ط1، دار العودة، بيروت، 1970. ط2، دار العودة، بيروت، 1979.[22]
- السؤال، دار ابن رشد، بيروت، 1979.[23]
- زنوج وبدو وفلاحون، ط1، دار المصير، بيروت، 1976. ط2، دار المصير، بيروت، 1980.[24]
- ثلاثة وجوه لبغداد، ط1، آفاق للدراسات والنشر، نيقوسيا، 1984. ط2، دار النجمة، الرباط، 1982.[25]
- سلطانة، دار الحقائق، بيروت، 1988.[26]
- الروائيون، دار الحقائق، بيروت، 1988.[27]
- البكاء على الأطلال، دار ابن خلدون، بيروت، 1980.[28]

### القصص
- وديع والقديسة ميلاده، عام 1968.[29]
- زنوج وبدو وفلاحون، عام 1976.[30]

### الفكر والنقد
- العالم مادّة وحركة، دراسات، دار الكلمة/ بيروت، 1980.[31]
- قراءات في أعمال: يوسف الصايغ، يوسف إدريس، جبرا إبراهيم جبرا، حنّا مينه، دار ابن خلدون، بيروت، 1981.[32]
- المكان في الرواية العربية، دار ابن رشد، بيروت، 1981.[33]
- الجهل في معركة الحضارة، دار الحداثة، بيروت، 1982.[34]
- فصول في النقد، دار الحداثة، بيروت، 1984.[35]
- التأويل من ابن رشد إلى حسن حنفي، 2001.[36]
- ابن رشد خارج سياقه التاريخي، 1980.[37]
- نقد الأدب الصهيوني: دراسة أيديولوجية ونقدية لأعمال الكاتب الصهيوني : عاموس عوز، مع الترجمة العربية الكاملة لروايته الحروب الصليبية، دار التنوير العلمي، عمّان، 1995.[38]
- اختيار النهاية الحزينة، جمع وتحقيق ناهض حتّر، دار المحروسة، عمّان، 1996.[39]
- أدباء علّموني.. أدباء عرفتهم. جمع وتحقيق: ناهض حتّر، المؤسسة العربية للدراسات والنشر، بيروت، 1996.[40]
- برناردشو، د.ن. بيروت، د.ت.
- الهاربون من الحرية، جمع وإعداد وتحرير: ناهض حتّر، د.ن. عمّان/ د.ت.[41]

### الترجمة
- جماليات المكان، غاستون باشلار، المؤسسة الجامعية للدراسات والنشر والتوزيع، بيروت.[42]
- الحارس في حقل الشوفان، جيروم ديفد سالينغر، دار المدى، 2007.[43]
- وليم فوكنر، المؤسسة العربية للدراسات والنشر، 1976.[44]

### أخرى
- المغترب الأبدي يتحدث : حوارات مع غالب هلسا.[45]
- أدباء علموني... أدباء عرفتهم.

## وفاته وإرثه
توفي في 18 ديسيمبر 1989 في دمشق عن عمر يناهز 57 عاماً؛ نقل جثمانه إلى عمّان بعد غياب استمر أكثر من ثلث قرن.
أُطلق اسمه على قاعة في مقر رابطة الكتاب الأردنيين؛ نظمت الرابطة دورات عربية باسم الكاتب غالب هلسا. برغم تغيّيبه من الجهات الرسمية في الأردن حتى 2007، منحته وزارة الثقافة الأردنية «جائزة الدولة التقديرية لعام 2007». وعرضت قناة الجزيرة الوثائقية شريطا وثائقيا عن غالب هلسا من إعداد سميرة عوض ضمن برنامج بصمات، وذلك في عام 2010.

### كتب عنه
- الروائي أم الروائيون؟ محاولة للتقرب من عالم غالب هلسا الكتابي، خيري الذهبي، مجلة «الكاتب الفلسطيني»، دمشق، 1989.
- مرجعية الخطاب القصصي لدى غالب هلسا، أحمد المصلح، «المجلة الثقافية»، عمّان، آب/ 1990.
- رسم الشخصية في روايات غالب هلسا، ريم خميس، 2003.[50]
- غالب هلسا كان كاتباً وشخصية روائية، صالح عبيدات، صحيفة «العرب»، لندن، 26/1/1993.
- غالب هلسا، الفارس، المتوحد والمنفي، نزيه أبو نضال، مجلة «الأفق»، العدد الخامس عشر، 12-18 آب 1992.[51]
- أبو نضال، نزيه. علامات على طريق الرواية في الأردن : غالب هلسا [وآخرون]، ببليوغرافيا الرواية في الأردن وفلسطين (١٩١٢-١٩٩٥)، دار أزمنة للنشر والتوزيع، 1996.[52][53]
- وعي الكتابة والحياة : قراءات في أعمال غالب هلسا، رابطة الكتاب الأردنيين، أزمنة.[54]
- خضير، ضياء. حكاية الصبي والصندوق : الجنس عند غالب هلسا، أزمنة، عمان، 2003.[55]
- محادين، موفق. غالب هلسا : دراسات نقدية، عمان، الأردن، 2002.[56]
- غالب هلسا مفكراً، أحمد ماضي، دار ورد، الأردن، 2005.[57]
- قواسمة، محمد عبد الله. البنية الزمنية في روايات غالب هلسا من النظرية إلى التطبيق، عمان، الأردن، 2006.[58]
- غالب هلسا؟ فخري صالح، الموقف الأدبي : مجلة أدبية شهرية. مج. 35، ع. 418 (2006)[59]
- مرايا الحرية والإبداع : في أعمال غالب هلسا الروائية، حسن عليان، عمان، 2003.[60]
- أعمال غالب هلسا الإبداعية بين المؤلف والسارد، هيام أحمد العلي، الأردن، 2007.[61]
- عليان، حسن. غالب هلسا ناقدا : دراسة في المنهج والتطبيق، عمان، 2008.[62]
- حمارنة، صالح. غالب هلسا، الأديب الرافض، أزمنة، عمان، الأردن، 2011.[63]

## روابط خارجية
- غالب هلسا على موقع أرشيف الشارخ.
- صفحة غالب هلسا على موقع وزارة الثقافة الأردن